# Corey Perry
Pour les articles homonymes, voir Perry.
Corey Perry (né le 16 mai 1985 à Peterborough, dans la province de l'Ontario au Canada) est un joueur professionnel canadien de hockey sur glace. Il évolue au poste d'ailier droit.

## Biographie

### Carrière en club
Corey Perry est choisi au 28e rang par les Mighty Ducks d'Anaheim au cours du repêchage d'entrée dans la Ligue nationale de hockey de 2003. Il participe avec l'équipe LHO au Défi ADT Canada-Russie en 2003 et 2004.
Après la saison 2004-2005, Perry est nommé meilleur joueur des séries de la LHO alors que son équipe, les Knights de London, sont champions de la Ligue de hockey de l'Ontario. Les Knights gagnent ensuite la coupe Memorial face à l'Océanic de Rimouski. La même année, Perry remporte le championnat du monde junior l'équipe canadienne en faisant partie du premier trio avec Patrice Bergeron et Sidney Crosby.
Il fait son entrée dans l'équipe première des Ducks d'Anaheim au cours de la saison 2005-2006. Un an plus tard, il devient le second meilleur marqueur des séries de son équipe et remportant la Coupe Stanley avec l'équipe 2006-2007 contre les Sénateurs d'Ottawa en cinq matchs à juste 22 ans. Le meilleur marqueur n'est autre que son ami Ryan Getzlaf avec qui il partage la seconde ligne des Ducks, en compagnie de Dustin Penner.
Le 28 décembre 2020, il signe un contrat d'un an avec les Canadiens de Montréal en étant agent libre.
Le 29 juillet 2021, il signe un contrat de 2 millions de dollars pour deux ans avec le Lightning de Tampa Bay . Il est désormais capitaine adjoint pour cette organisation.
Le 29 juin 2023, le Lightning l'échange aux Blackhawks de Chicago en retour d'un choix de 7e ronde en 2024. Le lendemain, Perry paraphe une entente de 4 millions $ pour un an. Il aura un rôle d'encadrement auprès des plus jeunes de l'équipe. Le 29 novembre 2023, les Blackhawks de Chicago mettent un terme au contrat de Perry à la suite d'une inconduite. Au lendemain de cette annonce, Corey Perry déclare publiquement avoir entrepris des démarches pour régler ses problèmes de consommation d'alcool.

### Carrière internationale
Corey Perry a représenté le Canada dans plusieurs compétitions internationales. Il a joué en sélection jeune lors du championnat du monde junior de 2005, année où il remporte la médaille d'or. Il joue pour la première fois en tant que senior lors des Jeux olympiques d'hiver de 2010 qui ont eu lieu à Vancouver et gagne la médaille d'or. Il joue une nouvelle fois aux Jeux olympiques en 2014 à Sotchi en Russie en plus de participer au championnat du monde en 2010, 2012 et 2016.

## Statistiques

### En club
| Saison     | Équipe                     | Ligue      |       | Saison régulière | Saison régulière | Saison régulière | Saison régulière | Saison régulière |    | Séries éliminatoires | Séries éliminatoires | Séries éliminatoires | Séries éliminatoires | Séries éliminatoires |
| Saison     | Équipe                     | Ligue      | PJ    | B                | A                | Pts              | Pun              | PJ               | B  | A                    | Pts                  | Pun                  |                      |                      |
| 2001-2002  | Knights de London          | LHO        | 60    | 28               | 31               | 59               | 56               | 12               | 2  | 3                    | 5                    | 30                   |                      |                      |
| 2002-2003  | Knights de London          | LHO        | 67    | 25               | 53               | 78               | 145              | 14               | 7  | 16                   | 23                   | 27                   |                      |                      |
| 2003-2004  | Knights de London          | LHO        | 66    | 40               | 73               | 113              | 98               | 15               | 7  | 15                   | 22                   | 20                   |                      |                      |
| 2003-2004  | Mighty Ducks de Cincinnati | LAH        | -     | -                | -                | -                | -                | 3                | 1  | 1                    | 2                    | 4                    |                      |                      |
| 2004-2005  | Knights de London          | LHO        | 60    | 47               | 83               | 130              | 117              | 18               | 11 | 27                   | 38                   | 46                   |                      |                      |
| 2005-2006  | Mighty Ducks d'Anaheim     | LNH        | 56    | 13               | 12               | 25               | 50               | 11               | 0  | 3                    | 3                    | 16                   |                      |                      |
| 2005-2006  | Pirates de Portland        | LAH        | 19    | 16               | 18               | 34               | 32               | 1                | 1  | 0                    | 1                    | 0                    |                      |                      |
| 2006-2007  | Ducks d'Anaheim            | LNH        | 82    | 17               | 27               | 44               | 55               | 21               | 6  | 9                    | 15                   | 23                   |                      |                      |
| 2007-2008  | Ducks d'Anaheim            | LNH        | 70    | 29               | 25               | 54               | 108              | 3                | 2  | 1                    | 3                    | 8                    |                      |                      |
| 2008-2009  | Ducks d'Anaheim            | LNH        | 78    | 32               | 40               | 72               | 109              | 13               | 8  | 6                    | 14                   | 36                   |                      |                      |
| 2009-2010  | Ducks d'Anaheim            | LNH        | 82    | 27               | 49               | 76               | 111              | -                | -  | -                    | -                    | -                    |                      |                      |
| 2010-2011  | Ducks d'Anaheim            | LNH        | 81    | 50               | 48               | 98               | 104              | 6                | 2  | 6                    | 8                    | 4                    |                      |                      |
| 2011-2012  | Ducks d'Anaheim            | LNH        | 80    | 37               | 23               | 60               | 127              | -                | -  | -                    | -                    | -                    |                      |                      |
| 2012-2013  | Ducks d'Anaheim            | LNH        | 44    | 15               | 21               | 36               | 72               | 7                | 0  | 2                    | 2                    | 4                    |                      |                      |
| 2013-2014  | Ducks d'Anaheim            | LNH        | 81    | 43               | 39               | 82               | 65               | 13               | 4  | 7                    | 11                   | 19                   |                      |                      |
| 2014-2015  | Ducks d'Anaheim            | LNH        | 67    | 33               | 22               | 55               | 67               | 16               | 10 | 8                    | 18                   | 14                   |                      |                      |
| 2015-2016  | Ducks d'Anaheim            | LNH        | 82    | 34               | 28               | 62               | 68               | 7                | 0  | 4                    | 4                    | 6                    |                      |                      |
| 2016-2017  | Ducks d'Anaheim            | LNH        | 82    | 19               | 34               | 53               | 76               | 17               | 4  | 7                    | 11                   | 34                   |                      |                      |
| 2017-2018  | Ducks d'Anaheim            | LNH        | 71    | 17               | 32               | 49               | 71               | 4                | 0  | 0                    | 0                    | 8                    |                      |                      |
| 2018-2019  | Ducks d'Anaheim            | LNH        | 31    | 6                | 4                | 10               | 27               | -                | -  | -                    | -                    | -                    |                      |                      |
| 2019-2020  | Stars de Dallas            | LNH        | 57    | 5                | 16               | 21               | 70               | 27               | 5  | 4                    | 9                    | 27                   |                      |                      |
| 2020-2021  | Canadiens de Montréal      | LNH        | 49    | 9                | 12               | 21               | 39               | 22               | 4  | 6                    | 10                   | 25                   |                      |                      |
| 2021-2022  | Lightning de Tampa Bay     | LNH        | 82    | 19               | 21               | 40               | 66               | 23               | 6  | 5                    | 11                   | 26                   |                      |                      |
| 2022-2023  | Lightning de Tampa Bay     | LNH        | 81    | 12               | 13               | 25               | 95               | 6                | 2  | 3                    | 5                    | 7                    |                      |                      |
| 2023-2024  | Blackhawks de Chicago      | LNH        | 16    | 4                | 5                | 9                | 12               | -                | -  | -                    | -                    | -                    |                      |                      |
| 2023-2024  | Oilers d'Edmonton          | LNH        | 38    | 8                | 5                | 13               | 34               | 19               | 1  | 2                    | 3                    | 12                   |                      |                      |
| Totaux LNH | Totaux LNH                 | Totaux LNH | 1 311 | 429              | 476              | 905              | 1 426            | 215              | 54 | 73                   | 127                  | 283                  |                      |                      |

### En équipe nationale
| Année | Compétition                 |    | PJ | B | A | Pts | Pun           |  | Résultat |
| 2005  | Championnat du monde junior | 6  | 2  | 5 | 7 | 6   | Médaille d'or |  |          |
| 2010  | Jeux olympiques             | 7  | 4  | 1 | 5 | 2   | Médaille d'or |  |          |
| 2010  | Championnat du monde        | 7  | 2  | 4 | 6 | 2   | 7e place      |  |          |
| 2012  | Championnat du monde        | 8  | 3  | 4 | 7 | 8   | 5e place      |  |          |
| 2014  | Jeux olympiques             | 6  | 0  | 1 | 1 | 2   | Médaille d'or |  |          |
| 2016  | Championnat du monde        | 10 | 4  | 5 | 9 | 6   | Médaille d'or |  |          |
| 2016  | Coupe du monde              | 6  | 2  | 0 | 2 | 2   | Vainqueur     |  |          |

## Trophées et honneurs personnels

### Ligue de hockey de l'Ontario
- 2001-2002 : sélectionné dans l'équipe des recrues
- 2003-2004 : sélectionné dans la première équipe d'étoiles
- 2004-2005 :
  - trophée Red-Tilson
  - trophée Eddie-Powers
  - trophée Wayne-Gretzky 99
  - sélectionné dans la première équipe d'étoiles
  - vainqueur de la Coupe J.-Ross-Robertson avec les Knights de London

### Ligue canadienne de hockey
- 2003-2004 : sélectionné dans la seconde équipe d'étoiles
- 2005 :
  - trophée Stafford-Smythe
  - sélectionné dans l'équipe d'étoiles
  - vainqueur de la Coupe Memorial avec les Knights de London

### Ligue nationale de hockey
- 2006-2007 : vainqueur de la coupe Stanley avec les Ducks d'Anaheim
- 2007-2008 : participe au 56e Match des étoiles (1)
- 2010-2011 :
  - récipiendaire du trophée Hart
  - récipiendaire du trophée Maurice-Richard avec 50 buts
  - sélectionné dans la première équipe d'étoiles de la LNH (1)
  - participe au 58e Match des étoiles (2)
- 2011-2012 : participe au 59e Match des étoiles (3)
- 2013-2014 : sélectionné dans la première équipe d’étoiles de la LNH (2)
- 2015-2016 : participe au 61e Match des étoiles (4)